# Çanakkale (tartomány)
Koordináták: é. sz. 40° 02′ 27″, k. h. 26° 33′ 37″40.040833°N 26.560278°E
Çanakkale tartomány Törökország északnyugati részén található, székhelye Çanakkale városa. A tartomány két földrészen fekszik, akárcsak Isztambul. Az európai oldalon a Gallipoli-félsziget terül el, az ázsiai oldaltól a Dardanellák választja el. Ebben a tartományban zajlott le a török függetlenségi háború több fontos csatája.
Az ázsiai részt nagyrészt a Troász történelmi régiója alkotja, itt találhatóak Trója ősi városának maradványai is.

## Körzetek
Çanakkale tartománynak tizenkét körzete (ilcse) van:
| Çanakkale tartomány körzetei | - Ayvacık - Bayramiç - Biga - Bozcaada - Çan - Çanakkale - Eceabat - Ezine - Gelibolu - Gökçeada - Lapseki - Yenice |

## Képek

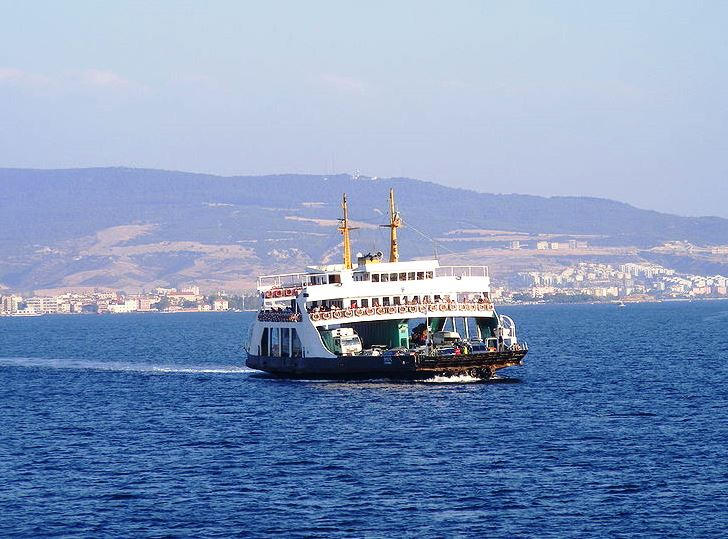
Komphajó Çanakkalénál
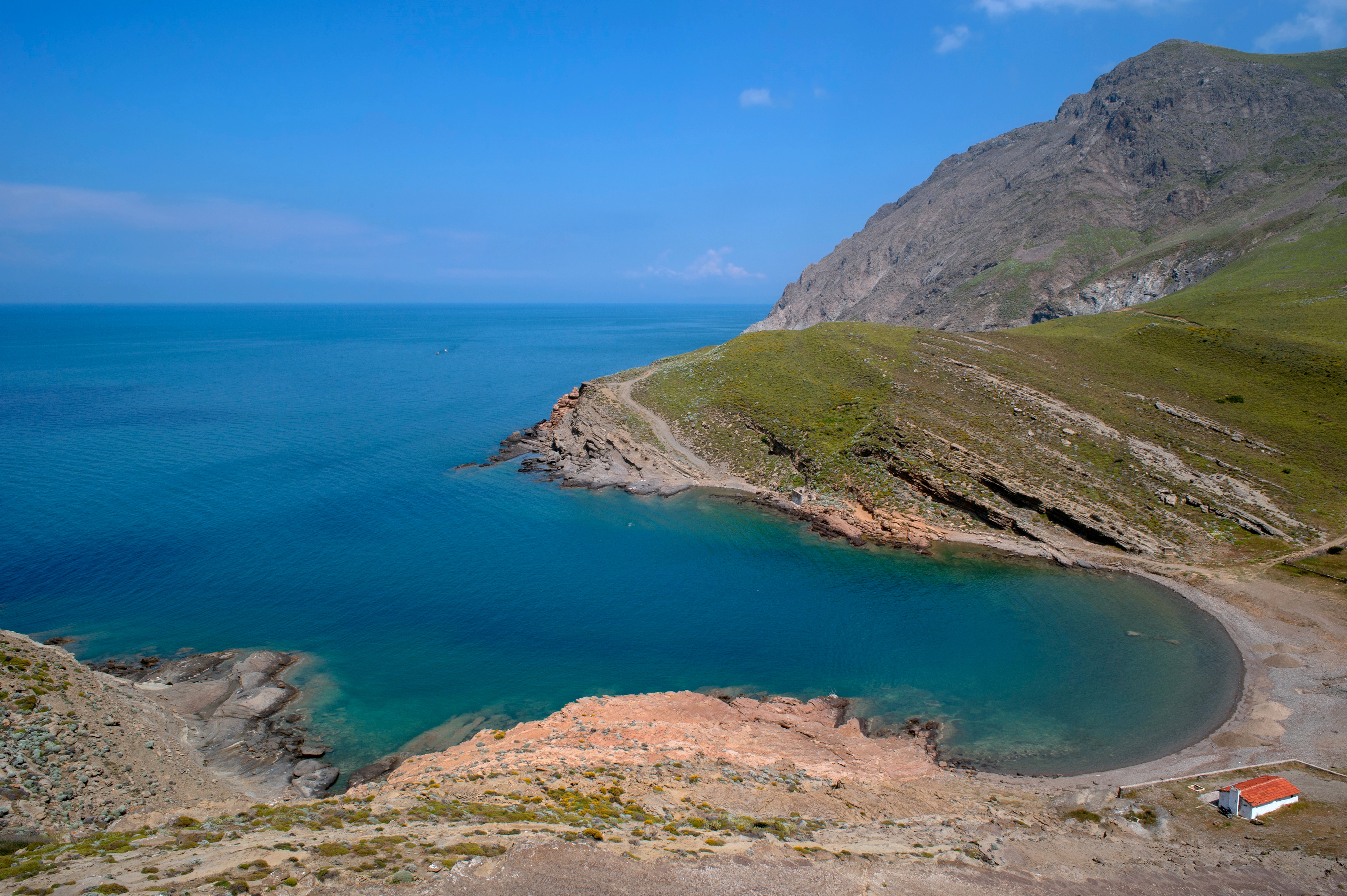
Gökçeada szigete